# 苏州宿迁工业园区
苏州宿迁工业园区（英語：Suzhou Suqian Industrial Park, 简称）位于中华人民共和国江苏省宿迁市，由宿迁市政府与苏州市政府于2006年联合创立，是一座以电子信息、精密机械等为主导的江苏省省级工业园区。

## 地理
苏州宿迁工业园区，习惯称呼为苏宿工业园区。位于宿迁市中心城区西部，园区规划总面积13.6平方公里，范围大致东至为民河，西到九支渠，北到皂河灌溉总渠，南到古城路和西湖路。其中以通湖大道为界，通湖大道以东为现代新城示范区，以居民区和商务办公及服务为主，通湖大道以西为工业区。全区为平原地貌，整体地形呈现西北高、东南低，平缓过度。区域内主要河流有东西走向的清水河、富民河，南北走向的利民河、十支渠。

## 历史
由于历史原因，苏北地区经济发展水平一直落后于苏南地区，地级市宿迁市成立于1996年，是江苏省最后成立的一个地级市，也是当时经济发展水平最差的地级市。
1994年，江苏省第九次党代会提出“区域共同发展”战略；
2001年江苏省政府提出“提升苏南发展水平，促进苏中快速崛起，发挥苏北后发优势”的新方针；
2006年，江苏省第十一次党代会提出“全省达小康，关键在苏北，重点在宿迁”。
2006年11月1日，宿迁市与苏州市正式签订合作开发协议，11月21日签订商务总协议，12月11日苏宿工业园区开发建设正式启动。
2020年4月14日， 苏宿工业园区拓园发展举行开工仪式。 围绕再造一个苏宿工业园区，拓园发展新增远期规划面积15平方公里，近期开发约7.75平方公里。西部边界拓展至宿耿线公路沿线。

## 开发管理模式
根据宿迁市与苏州市签署的合作协议，苏州宿迁工业园区的运作方以苏州方为主，主要依托苏州工业园区组织实施开发、建设、管理。开发主体为江苏省苏宿工业园区开发有限公司，由江苏省政府、苏州市、宿迁市、苏州工业园区共同出资组建。

## 行政区划
苏州宿迁工业园区由苏州宿迁工业园区管理委员会进行统一行政管理，以“管委会—社工委——居委会”三级管理体系进行社会治理。

## 经济
2020年，园区累计实现业务总收入1372亿元，完成纳税147亿元，进出口总额达20.7亿美元。

## 人口
截至2019年，苏宿园区期末从业人口4.20万人。

## 教育
苏宿园区与苏州市外国语学校达成合作，成立宿迁市苏州外国语学校，截止2020年先后设立南北两个校区，设有小学和初中教育，目前在校师生6500余人。